# جغرافیای ایالات فدرال میکرونزی

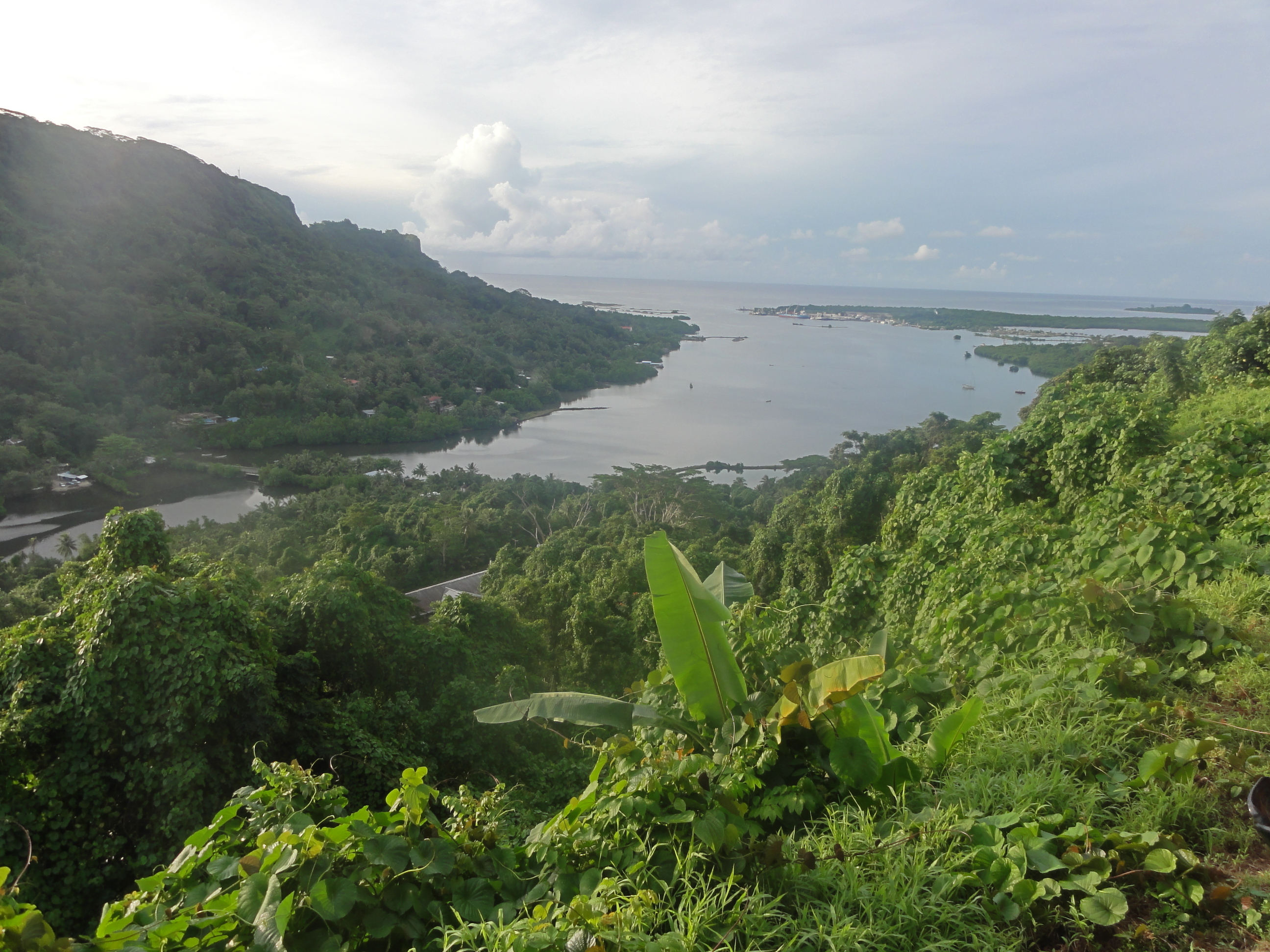
نمایی از ایالات فدرال میکرونزی واقع در غرب اقیانوس آرام - ۲۰۱۱

ایالات فدرال میکرونزی کشوری است واقع در غرب اقیانوس آرام و جزوی از منطقه فرهنگی و جغرافیایی میکرونزی در قاره اقیانوسیه. در حالی که مساحت کل خشکی این کشور بسیار کم، یعنی ۷۰۲ کیلومتر مربع، است، اما دارای چهاردهمین منطقه اقتصادی انحصاری با ۲٬۹۹۶٬۴۱۹ کیلومتر مربع است.
پایتخت این کشور پالیکیر در جزیره پوهنپئی  است.
ایالات فدرال میکرونزی یک گروه جزیره در مجمع‌الجزایر کارولین در غرب اقیانوس آرام است. این کشور در حدود سه چهارم راه از هاوایی به اندونزی در مختصات جغرافیایی ۶°۵۵' شمالی ۱۵۸°۱۵' شرقی واقع شده‌است.
در غرب ایالات فدرال میکرونزی، جمهوری پالائو است که آن هم در مجمع‌الجزایر کارولین قرار دارد. در شرق جمهوری جزایر مارشال قرار دارد. جمهوری‌های پالائو و مارشال، همراه با کشورهای مشترک‌المنافع جزایر ماریانای شمالی و ایالات فدرال میکرونزی، از سال ۱۹۴۷ تا ۱۹۸۶ توسط ایالات متحده به عنوان قلمرو تحت قیمومت جزایر اقیانوس آرام اداره می‌شدند.
این کشور از ۶۰۷ جزیره تشکیل شده‌است که ۲۹۰۰ کیلومتر در سراسر مجمع‌الجزایر کارولین امتداد دارند. آن‌ها در شرق جزایر فیلیپین و شمال جزیره گینه نو قرار دارند. 
۶۰۷ جزیره به چهار ایالت گروه‌بندی شده‌اند و از غرب به شرق عبارتند از: 
- ایالت یاپ
- ایالت چوک
- ایالت پوهنپئی
- کوسرائی